# Эббот, Джордж
Джордж Эббот (англ. George Abbot; 19 октября 1562, Гилфорд, Королевство Англия — 5 августа 1633, Кройдон, Королевство Англия) — английский прелат в царствование Стюартов, архиепископ Кентерберийский, сын суконного фабриканта в Гилдфорде, Суррей, учился и был преподавателем в Оксфорде. Брат Роберта Эббота.

## Биография
Джордж Эббот родился в 1562 году. Принадлежал к числу восьми богословов, которым в 1604 году был поручен перевод Библии на английский язык (была издана 5 мая 1611 г.). (См. Библия короля Якова.)
В 1608 году Эббот отправился вместе с лордом-канцлером казначейства графом Данбаром в Шотландию, чтобы обеспечить сближение шотландской пресвитерианской церкви с англиканской. Пробыв короткое время в сане епископа Личфильдского и Ковентрийского, он в январе 1610 года был назначен епископом Лондонским, а в ноябре того же года архиепископом Кентерберийским.
Эббот отличался столько же учёностью и умом, сколько благородством и веротерпимостью, простиравшеюся на все учения, за исключением арминианства. Яков I совещался с ним по важнейшим государственным и церковным делам, несмотря на то, что Эббот нередко противился деспотическим намерениям короля.
Джордж Эббот умер 5 августа 1633 года в Кройдоне. Его родной город, где Эббот основал большую больницу, воздвиг ему великолепный памятник.